# NGC 4227
NGC 4227 este o galaxie lenticulară situată în constelația Câinii de Vânătoare. A fost descoperită în 2 ianuarie 1786 de către William Herschel. Se află la o distanță de 94,54 de megaparseci de Pământ.